# Leptodermis brevisepala
Leptodermis brevisepala är en måreväxtart som beskrevs av Hsien Shui Lo. Leptodermis brevisepala ingår i släktet Leptodermis och familjen måreväxter. Inga underarter finns listade i Catalogue of Life.